# Стадион Марио Кемпес
Стадион Марио Кемпес (шп. Estadio Mario Alberto Kempes) је вишенаменски стадион који се налази у Кордоби, Аргентина. Највише се користи за фудбал.

## Историјат стадиона
Стадион Марио Алберто Кемпес (шп. Estadio Mario Alberto Kempes) раније познат као стадион Кордоба (шп. Estadio Córdoba) и популарно стадион Чатеау Карерас (шп. Estadio Chateau Carreras) је сатдион у четврти Чатеау Карерас у Кордоби, Аргентина. Користи се углавном за фудбалске утакмице, тениски турнир а понекад и за атлетику. 
Стадион је оригинално грађен за одржавање утакмица за предстојеће Светско првенство у фудбалу 1978., са капацитетом од 47.851 гледалаца, али нису сва маста за седење.